# Spalding (entreprise)
Pour les articles homonymes, voir Spalding.

Logo.

Spalding est une entreprise d'articles de sports créée à Chicago par Albert Spalding en 1876. Spalding fabrique des produits pour de nombreux sports, incluant le baseball, le football, le softball, le volley-ball, le football américain, le golf, et le basket-ball. Spalding est surtout connu pour être la marque historique des équipements de baseball. La société est également leader en matière de basket-ball. Spalding devint une division de Russell Corporation (en) en 2003.

## Baseball
Le sport de base de Spalding est le baseball, sport que pratiqua en professionnel le fondateur de la société. Spalding cherche rapidement à exporter ses productions et organise des tournées mondiales d'équipes américaines de baseball dès 1888 (Spalding World Tour). La société possède pendant près d'un siècle un quasi-monopole de fait sur les balles, battes, protections et autres maillots en Ligue majeure jusqu'au milieu des années 1970, époque à laquelle d'autres compagnies, telle Rawlings, parviennent à placer quelques produits en MLB.

## Basket-ball

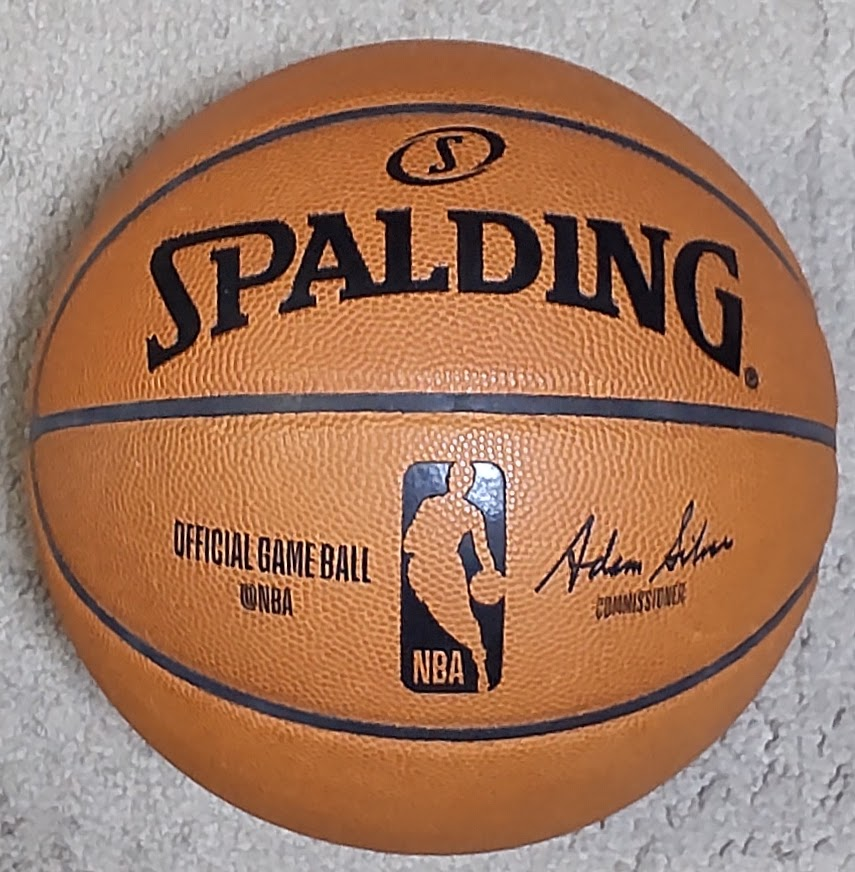
Ballon officiel de la NBA de la marque Spalding.

Leur ballon le plus fameux est le ballon officiel de la NBA, ce qui a contribué à leur immense succès. 
En 2006, Spalding déclara, en accord avec la NBA qu'il voulait créer un nouveau ballon officiel pour la NBA en micofibres. Mais beaucoup de joueurs se plaignirent que la nouvelle composition du ballon le rendaient extrêmement glissant après un certain usage. Cela était dû à la technologie utilisée pour sa fabrication. Les joueurs se plaignirent aussi que le ballon ne rebondissait pas aussi haut et rebondissait maladroitement. Ils se plaignirent également que le ballon leur coupait les doigts. Le 1er janvier 2007, Spalding réintroduit alors son ancien ballon en cuir.